# Робб Старк
Робб Старк (англ. Robb Stark) — персонаж серии фэнтези-романов «Песнь Льда и Огня» американского писателя Джорджа Мартина и снятого по её мотивам телевизионного сериала «Игра престолов». Действует в романах «Игра престолов», «Битва королей» и «Буря мечей». Это старший сын Эддарда Старка, верховного лорда Севера, принадлежащего к одному из великих родов Семи королевств. Чтобы отомстить за отца, Робб начинает войну с Ланнистерами, одерживает ряд побед и провозглашает себя королём Севера. Позже из-за предательства союзников Болтонов и Фреев он гибнет во время «Красной свадьбы».
В телесериале «Игра престолов» Робба Старка сыграл Ричард Мэдден. Несмотря на то, что в книгах Робб Старк не является центральным персонажем, в сериале Робб Старк является основным персонажем.

## Описание персонажа
Роббу исполняется четырнадцать лет в начале «Игры престолов» (1996). Он принадлежит к одному из великих домов Вестероса, дому Старков, и является первенцем Эддарда Старка и его жены Кейтилин, старшим братом Сансы, Арьи, Брана, Рикона и незаконнорождённого Джона Сноу. Робба постоянно сопровождает его лютоволк Серый Ветер.
Робб — старший законный сын лорда Эддарда Старка и наследник Винтерфелла. Когда лорд Эддард переезжает в Королевскую Гавань, чтобы стать Десницей Короля, Робб остаётся руководить Винтерфеллом. После смерти Эддарда Старка в результате политических интриг Ланнистеров, Робб объявляет себя Королём Севера и отказывается присягнуть на верность королю Джоффри Баратеону, созывая знамёна Севера и Речных земель. Несмотря на выдающееся мастерство в сражениях против Ланнистеров, он совершает многочисленные политические и стратегические ошибки.

## Создание, роль и критика
Робб Старк не является одним из центральных персонажей серии, из-за чего о его действиях читатели узнают из глав, посвящённых другим людям, в частности его матери Кейтелин Старк и Теону Грейджою. В основном Робб выступает фоновым персонажем.
Джеймс Понивозик описывает Робба как «менее стремящегося искать возмездие, чем его отец Эддард Старк, но в то же время более прагматичного человека». Телевизионный образ Робба основывается на его противопоставлению Эддарду:

 «Робб взошёл, чтобы занять место своего отца в качестве Лорда Винтерфелла и центрального персонажа сериала. Мы никогда не видели, каким воином Нед был на поле, но в Королевской Гавани он лично участвовал в бою, координировал действия и умер за свои убеждения. Робб, которому прекрасно известно о числе Ланнистеров, показывает себя готовым к финтам и обманам, пусть и ценой жизней 2000 человек, и виной по поводу того, что он отправил их на смертельную миссию».
Оригинальный текст (англ.)«Robb has risen to take his father’s place, as a lord of Winterfell and as a focal character in the show. We never saw what kind of warrior Ned was in the field, but in King’s Landing, he fought a straight-ahead battle, telegraphing his moves, and died for it. Robb, seeing the Lannisters' numbers, shows himself capable of feints and deceptions—albeit at the cost of 2,000 men and the guilt of having sent them on a suicide mission.»

В третьем романе «Буря мечей» Робб Старк был убит во время «Красной свадьбы», основанной на «Чёрном обеде» и «Резне в Гленко» из шотландской истории. По словам Джорджа Мартина, он с самого начала планировал убить Робба: «Я убил его, потому что все думали, что раз он герой, он, несомненно, попадет в беду, но потом как-нибудь выпутается. Следующий ожидаемый поворот событий — его старший сын восстанет и отомстит за отца. Все этого ждали. Мой ответ — безотлагательное убийство Робба».
В своей книге «Игра престолов. Уроки для жизни и бизнеса» Тим Филлипс и Ребекка отметили:

 «Но то, что шокировало аудиторию, было связано не только — а может быть, и не столько — с массовым убийством персонажей. Такого на телевидении полным-полно. Необычно здесь вопиющее нарушение правил — повествование просто не должно было пойти таким путем. Мы с вами, затаив дыхание, внимательно следим за историей мщения Робба Старка и его семейства. В соответствии с правилами голливудского повествования, они явно должны были выиграть войну с Ланнистерами. В сказках всегда происходит именно так. Поэтому, когда их рубят на мелкие кусочки во время Красной Свадьбы, это просто жуткий крах. Так быть не должно. Судите сами».

Шотландский актёр Ричард Мэдден получил положительные отзывы от критиков за исполнение роли Робба Старка.

## Сюжетные линии

### Игра престолов

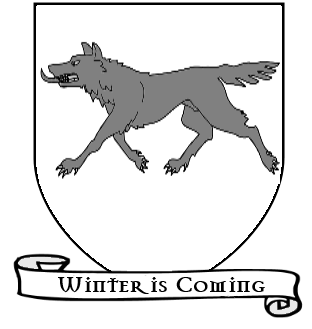
Герб дома Старков

Когда его отец отправляется в Королевскую Гавань, чтобы стать Десницей короля Роберта Баратеона, Робб становится действующим лордом Винтерфелла. После ареста лорда Эддарда и нападений на владения его родственников по матери Талли, Робб созывает знамёна и выступает на юг, пытаясь освободить отца. Во главе двадцатитысячной армии Робб отправляется в Риверран, осаждённый войсками Ланнистеров. Ему приходится согласиться на союз с Уолдером Фреем, который открывает дорогу, в обмен на обещание Робба жениться на одной из его дочерей или внучек. После пересечения реки, он уничтожает армию Ланнистеров, захватившую Риверран, захватив в плен Джейме Ланнистера. Узнав о смерти своего отца, Робб отказывается присягнуть на верность королю Джоффри Баратеону и признать притязания на трон Ренли и Станниса Баратеонов, объявляя себя Королём Севера.

### Битва королей
Робб продолжает одерживать победу за победой в войне против армии Ланнистеров и зарабатывает прозвище «Молодой волк» за свою жестокость в битве. Он отправляет свою мать леди Кейтилин заключить союз с Ренли Баратеоном, однако того убивает его брат Станнис Баратеон с помощью магии крови красной жрицы Мелисандры. Поскольку Станнис и Старки все ещё имеют общего врага, Робб вторгается в Западные земли, чтобы стратегически помочь армии Станниса против Ланнистеров. Также он отправляет Теона Грейджоя на Пайк, в надежде заключить союз с его отцом Бейлоном Грейджоем, правителем Железных островов. Однако Бейлон решает воспользоваться отсутствием Робба и атаковать Север. Теон присоединяется к своему отцу и захватывает Винтерфелл, где якобы убивает младших братьев Робба, Брана и Рикона, которым на самом деле удаётся сбежать и скрыться.

### Буря мечей
Во время одного из нападений на Западные Земли Робб получает ранение, в то же время получив известия об убийстве своих братьев. Опустошённый травмами и трауром, он влюбляется в благородную девушку, которая выхаживает его, Джейн Вестерлинг, лишив её девственности. Чтобы сохранить честь Джейн, Робб женится на ней, расторгнув предыдущее соглашение о браке с домом Фрейев, в результате чего Фрейи покидают его армию. Тем временем, Станнис Баратеон, потерпевший крупное поражение в битве при Черноводной, отдаёт распоряжение Мелисандре использовать магию крови с пиявками, проклиная трёх королей-узурпаторов — Джоффри, Робба и Бейлона.
После поражения Станниса в битве при Черноводной, Робб покидает Западные земли и возвращается в Риверран, чтобы присутствовать на похоронах своего деда лорда Хостера Талли. По возвращении Робб узнает, что его мать леди Кейтилин тайно освободила заключённого Джейме Ланнистера, в надежде обменять его на Сансу, всё ещё находящуюся в плену в Королевской Гавани. Это приводит к мятежу лорда Рикарда Карстарка, чьи два сына были убиты Джейме, что заставляет Робба казнить Карстарка и тем самым потерять поддержку его людей. Позже, пользуясь затишьем в войне, Робб решает вернуться на Север и выбить оттуда железнорождённых, для чего пытается восстановить альянс с Фреями, путём заключения брачного союза между его дядей Эдмуром Талли и Рослин Фрей.
По пути к Близнецам, Робб узнаёт о смерти Бейлона Грейджоя и возвращении железнорождённых на Железные острова для проведения Вече. Он решает возглавить свою армию, чтобы вернуть Север сразу же после завершения свадьбы. Вскоре он узнает, что его сестра Санса насильно выдана замуж за Тириона Ланнистера. Чтобы помешать Ланнистерам захватить Винтерфелл через ребёнка Сансы от Тириона, вопреки просьбам его матери Кейтилин, Робб лишает наследства Сансу и подписывает указ, узаконивающий его сводного брата Джона Сноу в качестве его наследника, в случае его смерти и просит «Ночной дозор» освободить Джона от службы. Робб отправляется на свадьбу своего дяди Эдмура Талли и Рослин Фрей, где он и всё его войско были предательски убиты, в результате тайного сговора Тайвина Ланнистера, Уолдера Фрея и Русе Болтона, перешедшего на сторону Ланнистеров и получившего титул Хранителя Севера.

## В экранизации
В телесериале «Игра престолов» роль Робба Старка исполнил актёр Ричард Мэдден. Как и большинство других персонажей, в сериале Робб старше — ему в начале повествования семнадцать лет, а не четырнадцать, как в книге.
С детства Робба обучал мастер над оружием замка Родрик Кассель, благодаря которому Робб отлично научился владеть мечом.

#### Первый сезон
Робб становится свидетелем казни дезертира из Ночного дозора Уилла, после которой семья Старков находит в лесу лютоволков. Робб берет на воспитание Серого Ветра. Робб присутствует во дворе Винтерфелла, когда приезжает король Роберт с семьей и свитой. Во время пира Робб помогает матери навести порядок, когда Арья начинает кидаться едой в Сансу. («Зима близко»)
После падения Брана с башни и отъезда Эддарда Старка в Королевскую Гавань Кейтилин всё своё время проводит у постели больного сына. Робб вынужден помогать мейстеру Лювину заниматься управлением замка. После покушения на Брана Кейтилин и Родрик Кассель отправляются в столицу, и Робб остаётся в Винтерфелле за главного. («Королевский тракт»)
Робб навещает выздоравливающего Брана и говорит брату, что тот больше никогда не будет ходить. Бран отвечает, что в таком случае он бы предпочёл умереть. («Лорд Сноу»)
Подозревая, что Ланнистеры виновны в травме Брана, Робб холодно принимает в Винтерфелле Тириона Ланнистера. Он смущён, когда карлик дарит чертежи для седла, чтобы мальчик мог ездить верхом. («Калеки, бастарды и сломанные вещи»)
Во время прогулки и испытания нового седла Робб и Теон Грейджой понимают, что Бран исчез. Мальчика взяли в плен трое одичалых. Робб бросается спасать младшего брата, но один из одичалых Стив подносит нож к горлу Брана, и Робб вынужден опустить меч. Теон убивает Стива выстрелом из лука, что не нравится Роббу, поскольку мог пострадать Бран. («Золотая корона»)
Оша рассказывает Брану, что предупреждала Робба об опасностях, скрывающихся за Стеной и белых ходоках, но он проигнорировал эти предупреждения. («Острый конец»)
После смерти Роберта Баратеона и ареста Эддарда за измену новый король Джоффри Баратеон вызывает Робба в столицу, чтобы тот присягнул ему на верность. Вместо этого Робб созывает знамёна и собирается идти на Королевскую Гавань войной. Молодость и неопытность Робба вызывает недоверие у Большого Джона Амбера, который заявляет о готовности отправиться домой. В ответ Робб отвечает, что в таком случае после победы над Ланнистерами Большой Джон будет казнён как клятвопреступник. Большой Джон готов кинуться на Робба с мечом, но на него нападет лютоволк Робба Серый Ветер и отгрызает два пальца на руке. Армия движется на юг, по дороге к ним присоединяется Кейтилин и Родрик Кассель. («Острый конец»)
С помощью матери Робб заключает союз с Фреями, одним из условий которого является то, что по окончании войны Робб женится на одной из дочерей лорда Близнецов Уолдера Фрея. Армия Робба использует переправу через реку Трезубец, принадлежащую Фреям, чтобы перейти на другой берег и разделиться. Одна маленькая группа отправлена навстречу армии Тайвина Ланнистера и терпит поражение в битве на Зелёном Зубце. Другая часть армии встречается с Джейме Ланнистером в битве в Шепчущем лесу, где армия Джейме оказывается разгромленной, а он сам схвачен. («Бейлор»)
Робб опустошён новостью о казни своего отца Эддарда Старка. Он созывает совет, на котором лорды Севера решают, чью сторону принять в войне после того, как о своих притязаниях на престол объявили Ренли и Станнис. Большой Джон Амбер говорит, что не хочет преклоняться ни перед кем, кроме Короля Севера, остальные лорды его поддерживают, и Робба провозглашают королём Севера. («Пламя и кровь»)

#### Второй сезон
Робб продолжает одерживать победу за победой в войне с Ланнистерами и за свою отвагу зарабатывает прозвище Молодой Волк. В поисках новых союзников он отправляет Теона Грейджоя в Пайк, чтобы провести переговоры с Бейлонон Грейджоем и убедить его принять сторону Робба в войне. Свою мать Кейтилин Робб посылает в лагерь Ренли Баратеона, чтобы заключить с ним военный союз. Робб также направляет письмо с предложением мира Серсее Ланнистер. («Север помнит») Серсея отклоняет условия перемирия и рвёт письмо Робба. («Ночные земли»)
Молодой Волк одерживает крупную победу в битве у Окскросса, после которой он знакомится с Талисой из Волантиса, которая лечит раненных. («Костяной сад»)
Тень убивает Ренли Баратеона сразу после того, как он соглашается создать альянс со Старками. («Призрак Харренхола»)
Кейтилин возвращается в лагерь Робба, где её сразу настораживают тесные отношения Робба и Талисы. Из Винтерфелла приходит известие о том, что Теон предал Старков и захватил замок. Робб собирается вернуться в Винтерфелл, но его отговаривают, так как он нужен в Речных землях. Русе Болтон отправляет в Винтерфелл своего бастарда, чтобы тот вернул замок и наказал предателя. («Старые Боги»)
После победы Робба в битве на Жёлтом Зубце тюрьмы северян переполнены военнопленными. Когда из столицы от Серсеи возвращается Элтон Ланнистер, Робб приказывает разместить его в одной клетке с Джейме Ланнистером. Робб направляется в замок Скала, чтобы принять капитуляцию, и Талиса вызывается поехать с ним, чтобы пополнить запасы лекарств. После отъезда Робба Джейме пытается бежать и убивает Элтона, а также Торрхена Карстарка, охранявшего камеру. Джейме ловят, Рикард Карстарк взбешён и собирается его убить. («Человек без чести»)
Кейтилин опасается, что Джейме убьют, а это будет означать смерть для её дочерей, которые содержатся в заложницах в Королевской Гавани. Поэтому она втайне от Робба отпускает Джейме и просит Бриенну Тарт доставить его в столицу и обменять на девочек. Вернувшийся Робб очень злится на мать и требует взять её под стражу, заявляя, что не будь Кейтилин его матерью, он бы казнил её за измену. Робб передаёт послание бастарду Русе Болтона Рамси: он просит сохранить железнорождённым жизнь, если они согласятся выдать Теона. Талиса утешает расстроенного Робба и они проводят ночь вместе. («Принц Винтерфелла»)
Робб признаётся своей матери, что любит Талису. Она предупреждает, что нельзя нарушать клятву, данную Уолдеру Фрею, но сын к ней не прислушивается. Он втайне женится на Талисе. («Валар Моргулис»)

#### Третий сезон
Робб со своими людьми двигается к Харренхолу, планируя дать сражение Григору Клигану. Но тот уже покинул замок, напоследок убив всех военнопленных. В живых остался только один, Квиберн. («Валар Дохэйрис»)
Русе Болтон сообщает Роббу, что вороны принесли два письма — в одном сообщается о смерти его деда Хостера Талли, в другом — о смерти Брана и Рикона (Бран и Рикон на самом деле не погибли). Робб выдвигается в Риверран. («Тёмные крылья, тёмные слова»)
В Риверране Робб выражает недовольство действиями своего дяди Эдмура Талли во время битвы у Каменной мельницы, которые привели к тому, что Старки потеряли стратегически важное положение в войне. Эдмур настаивает, что всё не так плохо, так как он взял двух ценных, по его словам, пленников. Но Робб не согласен, что двое племянников Тайвина Ланнистера являются ценными. («Аллея Наказания»)
В Риверране Мартина и Уиллема Ланнистеров убивают по приказу Рикарда Карстарка, который мстит за смерть сына. Робб разъярён убийством невинных детей. Он называет Рикарда предателем, приговаривает к смерти и сам отрубает ему голову. Армия Севера значительно уменьшается: её покидают люди Карстарков. Робб решает напасть на Утёс Кастерли, родовой замок Ланнистеров, тем самым нанести им не только военное, но и моральное поражение. Но для этого нужны новые союзники, и Робб решает вновь заключить мир с Фреями. («Поцелованная огнём»)
Робб проводит переговоры с Лотаром Фреем и Чёрным Уолдером о возможном союзе Старков и Фреев против Ланнистеров. Фреи передают, что Уолдер Фрей согласен на альянс, если Робб принесет ему свои извинения за то, что нарушил клятву, а его дядя Эдмур Талли женится на одной из дочерей Уолдера Рослин. («Восхождение»)
Робб Старк, его армия, мать, жена, а также Эдмур Талли направляются в Близнецы, где Эдмуру предстоит жениться на Рослин Фрей. Талиса говорит Роббу, что беременна. («Медведь и прекрасная дева»)
В Близнецах Робб приносит извинения, Фреи принимают их и предлагают Старкам и их людям хлеб-соль. По законам гостеприимства это означает, что хозяева обещают гостям покровительство и гарантируют, что в их доме гостей не ждет никакая опасность. На свадебной церемонии Эдмур впервые видит свою невесту, Рослин Фрей. К его облегчению и радости, она, вопреки его ожиданиям, достаточно красива. После того, как молодожёны удаляются в спальню, Уолдер Фрей произносит последний тост. Кейтилин начинает подозревать неладное и замечает, что на Русе Болтоне надеты доспехи. Кейтилин кричит Роббу, чтобы предупредить его, но слишком поздно. В Робба несколько раз стреляют из арбалета, а Лотар Фрей несколько раз бьёт Талису ножом в живот, людей Старков убивают люди Фреев, сидящие рядом с ними за одним столом. Кейтилин пытается спасти сына, берёт в заложницы жену Уолдера Жойез Эренфорд и просит Уолдера Фрея отпустить Робба. Тому всё равно, он может найти себе другую жену. Русе убивает Робба, Кейтилин убивает Жойез, а её саму — Чёрный Уолдер. («Дожди в Кастамере»)

#### Шестой сезон
Бран Старк в видениях прошлого увидел смерть Робба Старка на Красной Свадьбе. («Кровь моей крови»)